# Alessandro Proni
Alessandro Proni (Roma, 28 de desembre de 1982) fou un ciclista italià, que fou professional entre 2007 i 2013.

## Palmarès
- 2005
  - 1r a la Coppa Ciuffenna
- 2006
  - 1r al Giro de les dues Províncies
- 2007
  - Vencedor d'una etapa a la Volta a Suïssa

### Resultats al Giro d'Itàlia
- 2013. 88è de la classificació general